# Nikolaus Gihr
Nikolaus Gihr (* 5. Dezember 1839 in Aulfingen; † 25. Juni 1924 in St. Peter) war ein deutscher katholischer Theologe und Priester.

## Leben und Werk
Nikolaus Gihr wurde als Sohn eines Landwirtes im Dezember 1839 in Aulfingen geboren. Er studierte 1859 und 1860 zunächst Theologie an der Universität Freiburg. Von 1861 bis 1868 studierte er Theologie und Philosophie am Germanicum in Rom. 1866 wurde Nikolaus Gihr in Rom zum Priester geweiht. 1868 wurde er dort zum Dr. theol. promoviert.
Nach kurzer seelsorgerischer Tätigkeit von 1868 bis 1870 als Vikar in Meersburg wirkte er von 1870 bis 1872 als Direktor der Studienanstalt in Breisach. 1872 wurde er zum Spiritual, 1887 zum Repetitor und 1888 zum Subregens des Freiburger Priesterseminars in St. Peter im Schwarzwald ernannt. Er wurde auch zum päpstlichen Geheimkämmerer ernannt.
Nikolaus Gihr galt als hervorragender Priestererzieher und vielgelesener aszetischer Schriftsteller. Seine von der Liturgie der Messe und des Offiziums ausgehenden praktisch-aszetischen Schriften gelten als wissenschaftlich überholt. Sie bieten mit der in ihnen vertretenen Frömmigkeit immer noch eine wertvolle Betrachtungsgrundlage.

## Werke von Nikolaus Gihr (Auswahl)
- Das heilige Meßopfer (Freiburg 1922, 17.–19. Auflage).
- Prim und Komplet des römischen Breviers (Freiburg 1924, 2. Auflage).
- Gedanken über das katholische Gebetsleben (Freiburg 1914 ff.).